# Wei Qiuyue
Wei Qiuyue (Tianjin, 26 de setembro de 1988) é uma jogadora de voleibol feminino da China. Ela fazia parte das equipes vencedoras da medalha de prata do Grand Prix e do Campeonato Asiático de 2007.
A nível de clubes ela já jogou no time Tianjin Bridgestone.

## Carreira
Wei Qiuyue membra da seleção chinesa de voleibol feminino. Em 2016, representou seu país nos Jogos Olímpicos de Verão no Rio de Janeiro, que foi campeã.

## Premiações individuais
- Campeonato Chinês de Voleibol Feminino de 2013/14: "Melhor Levantadora"
- Campeonato Asiático de Voleibol Feminino de 2011: "Melhor Levantadora"
- Campeonato Chinês de Voleibol Feminino de 2010/11: "Most Valuable Player (MVP)"
- Campeonato Mundial de Voleibol Feminino de 2010: "Melhor Levantadora"
- Montreux Volley Masters de 2010: "Melhor Levantadora"
- Campeonato Chinês de Voleibol Feminino de 2009/10: "Most Valuable Player (MVP)"
- Copa Asiática de Voleibol Feminino de 2008: "Most Valuable Player (MVP)"
- Grand Prix de Voleibol de 2007: "Melhor Levantadora"
- Montreux Volley Masters de 2007: "Melhor Levantadora"
- Campeonato Mundial de Voleibol Feminino Sub-20 de 2005: "Melhor Levantadora"